# 寶可夢：皮卡丘與可可的冒險
《寶可夢：皮卡丘和可可的冒险》（劇場版ポケットモンスター ココ），是《寶可夢》動畫系列的第23部電影，由OLM製作。電影原定2020年7月10日在日本上映，受2019冠狀病毒病疫情影響延期至2020年12月25日上映。Netflix平台於2021年10月8日在全球推出。由於最終票房表現未如理想，加上主演之一松本梨香後來宣佈退出該系列配音工作，官方便終止推出新電影作品，該系列的劇場版到此結束。

## 製作
2019年12月12日，據東寶官方網站透露，電影片名暫定為《劇場版 寶可夢 2020》（劇場版ポケットモンスター 2020），並預定在2020年7月10日上映。
2020年1月10日，在《早安攝影棚》公佈片名為《剧场版 宝可梦 可可》（劇場版ポケットモンスター ココ）。
2020年5月13日，官方網站公告指出，由於受到2019冠狀病毒病疫情擴大的影響，決定延後上映日，新上映日定於2020年12月25日。

## 登場人物

### 主要角色
| 角色                 | 配音員     | 配音員   | 配音員   | 配音員   |
| 角色                 | 日本       | 臺灣     | 香港     | 中国大陆 |
| -------------------- | ---------- | -------- | -------- | -------- |
| 小智（サトシ）       | 松本梨香   | 汪世瑋   | 鄭家蕙   | 王晓燕   |
| 皮卡丘（ピカチュウ） | 大谷育江   | 大谷育江 | 大谷育江 | 大谷育江 |
| 可可（ココ）         | 上白石萌歌 | 劉如蘋   |          | 徐靜     |

### 次要角色
| 角色                   | 配音員     | 配音員 | 配音員 | 配音員   |
| 角色                   | 日本       | 臺灣   | 香港   | 中国大陆 |
| ---------------------- | ---------- | ------ | ------ | -------- |
| 武藏（ムサシ）         | 林原惠     | 詹雅菁 | 陳雪瑩 | 张予佟   |
| 小次郎（コジロウ）     | 三木眞一郎 | 孟慶府 | 郭湛深 | 陈喆     |
| 喵喵（ニャース）       | 犬山犬子   | 汪世瑋 | 伍博民 | 王晨光   |
| 傑多博士（ゼッド博士） | 山寺宏一   | 于正昇 |        | 汤水雨   |
| 嘉蓮（カレン）         | 中川翔子   | 林美秀 |        | 赵梦娇   |

### 傳說與幻之寶可夢
| 角色                       | 配音員     | 配音員 | 配音員 | 配音員   |
| 角色                       | 日本       | 臺灣   | 香港   | 中国大陆 |
| -------------------------- | ---------- | ------ | ------ | -------- |
| 萨戮德（阿爸）（ザルード） | 中村勘九郎 | 陳彥鈞 |        | 李铫     |
| 時拉比（セレビィ）         |            |        |        |          |

## 音樂
| 曲別   | 曲名                   | 作詞     | 作曲     | 編曲       | 歌        |
| ------ | ---------------------- | -------- | -------- | ---------- | --------- |
| 片頭曲 | 《可可》               | 岡崎體育 | 岡崎體育 | 澤野弘之   | Beverly   |
| 片尾曲 | 《我回來了，歡迎回家》 | 岡崎體育 | 岡崎體育 | 野村陽一郎 | 木村KAELA |

## 票房
日本票房受到部分地區的緊急事態宣言及《鬼滅之刃劇場版 無限列車篇》熱潮等因素夾擊，開畫頭三日僅動員32萬人及錄得3.78億日元收入。而截至2021年2月21日，本電影動員約139萬人並錄得約16.33億日元收入，落畫後最終收獲亦僅20.2億日元，雖然電影在一些影評網站獲得高度評價，但在《精靈寶可夢劇場版》眾多電影成績排名中卻敬陪末席，加上主演之一松本梨香於2023年終止該系列配音工作，至此之後，官方不再推出新的電影作品。

## 外部連結
- 寶可夢：皮卡丘與可可的冒險台灣官方網站 （页面存档备份，存于）
- 电影皮卡丘和可可的冒险的新浪微博
- 互联网电影数据库（IMDb）上《寶可夢：皮卡丘與可可的冒險》的资料（英文）
- 在Netflix上觀看《寶可夢：皮卡丘與可可的冒險》